# Floßmannstraße 9/11 (München)

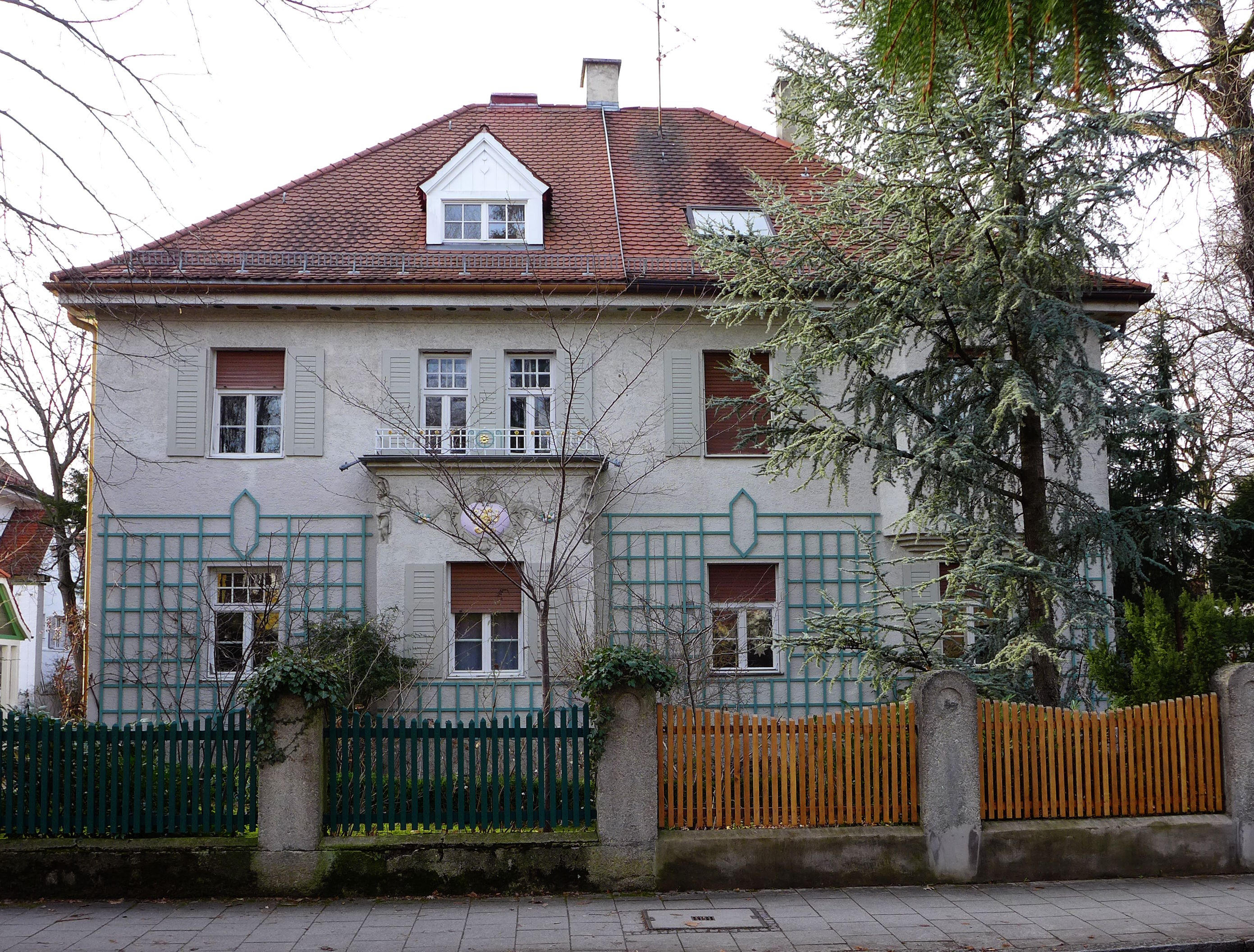
Haus Floßmannstraße 9/11 im Stadtteil Pasing von München

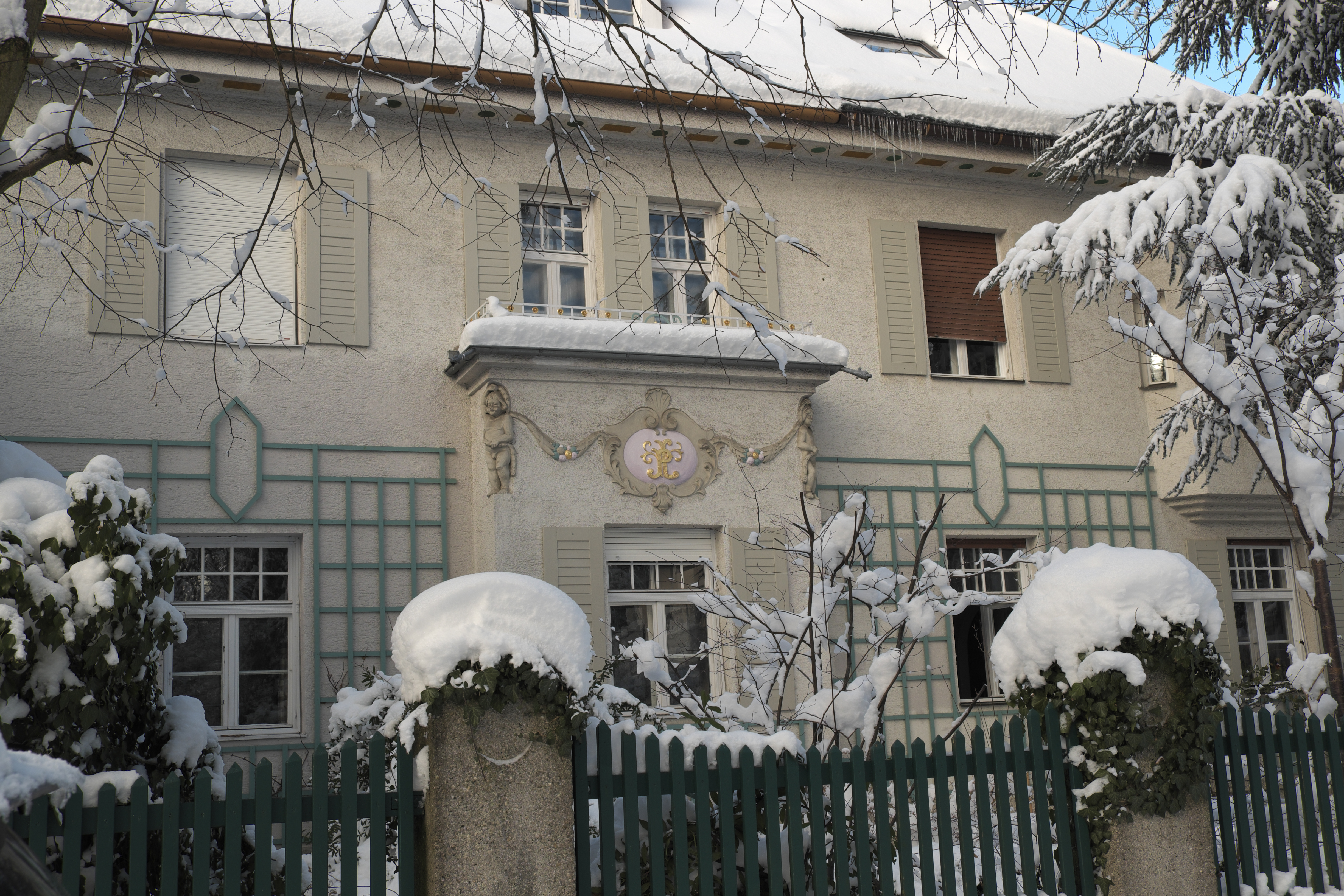
Fassadenschmuck

Das Doppelhaus Floßmannstraße 9/11 im Stadtteil Pasing der bayerischen Landeshauptstadt München wurde 1911 errichtet. Die Villa in der Floßmannstraße, die zur Villenkolonie Pasing I gehört, ist ein geschütztes Baudenkmal.
Das historisierende Haus mit Walmdach wurde im Jahr 1911 nach Plänen des Architekten Feodor Elste erbaut.